# Moulay Bouchta
Moulay Bouchta (en árabe مولاي بوشتى) es una ciudad de la provincia de Taunat, en la región de Fez-Mequinez, Marruecos. Según el censo de 2014 tiene una población de 14 347 habitantes.